# Брестская крепость
Бре́стская кре́пость (бел. Брэсцкая крэпасць, крепость Брест-Литовск) — крепость в черте города Брест (Беларусь), у впадения реки Мухавец в Западный Буг. Крепость I класса Брест-Литовск в составе Варшавского военного округа, позже в Минском.
8 мая 1965 года Брестской крепости за её героическую оборону в июне-июле 1941 года присвоено звание «Крепость-герой» — высшая степень отличия, которой удостоены единственная крепость и двенадцать городов Советского Союза, прославившихся своей героической обороной во время Великой Отечественной войны 1941—1945 годов (список городов см. ниже).
В 2024 году Брестская крепость включена в предварительный Список объектов всемирного наследия ЮНЕСКО в Беларуси.

## История
Место для строительства крепости было обусловлено важным военно-стратегическим положением, которое занимал Брест-Литовск на Западном крае Российской империи. Он находился на Днепро-Бугском водном канале и кратчайшей сухопутной дороге из Варшавы в Москву. Политическая и военная обстановка, сложившаяся в XVIII веке в Европе, вынудила Россию разрабатывать планы укрепления и инженерного обеспечения своих рубежей обороны. Решением этих задач занималась созданная в 1796 году комиссия под руководством генерал-майора, графа П. К. Сухтелена, для проведения топографической съёмки местности был направлен капитан К. И. Опперман, изложивший результаты своей работы в инструкции «Для обозрения новой границы с Пруссией и Австрией» и в плане к ней, согласно которому вдоль 200-километровой границы предлагалось возвести девять мощных крепостей первой линии, в их числе и Брест-Литовскую крепость. Вместе с тем в 1797 году генерал-майор Ф. П. Воллан предложил создать на западных территориях единую систему обороны, костяк которой должны были составить три линии эшелонированных в глубину укреплений, в том числе 19 крепостей, но начавшаяся война с Наполеоном в 1805—1807 годы привела к отсрочке этих планов.
В 1807 году генерал П. К. Сухтелен совершил объезд присоединённых территорий. В своём докладе он подчеркнул стратегически важное положение Брест-Литовска и необходимость строительства здесь крепости как опорного пункта действующей армии. Такое же предложение высказывал и генерал от инфантерии М. Б. Барклай де Толли, считавший необходимым иметь в Брест-Литовске укреплённый лагерь, который мог бы служить базой для 20-тысячной армии, но начавшаяся в 1808 году война со Швецией перечеркнула эти планы.
В 1825 году взошедший на престол император Николай I одним из приоритетных мероприятий в деле обороны страны объявил постройку новых крепостей на западной границе, которые вместе со старыми укреплениями должны были образовать три линии, это касалось и строительства Брест-Литовской крепости, которую в этом плане относили ко второй линии обороны. В 1829 году появился проект создания Брест-Литовской крепости генерала К. И. Оппермана, этот проект обладал несколькими преимуществами: был дешевле, обеспечивал эффективную оборону, предусматривал возможность перестройки полевых укреплений в долговременные, позволял использовать кирпичные здания города в интересах крепости. В 1830 году этот проект был представлен Николаю I. Руководство работами было поручено командиру Западного инженерного округа генерал-майору И. И. Дену. Высший надзор за ходом строительства был возложен на генерал-фельдмаршала князя И. Ф. Паскевича.

## Строительство и устройство

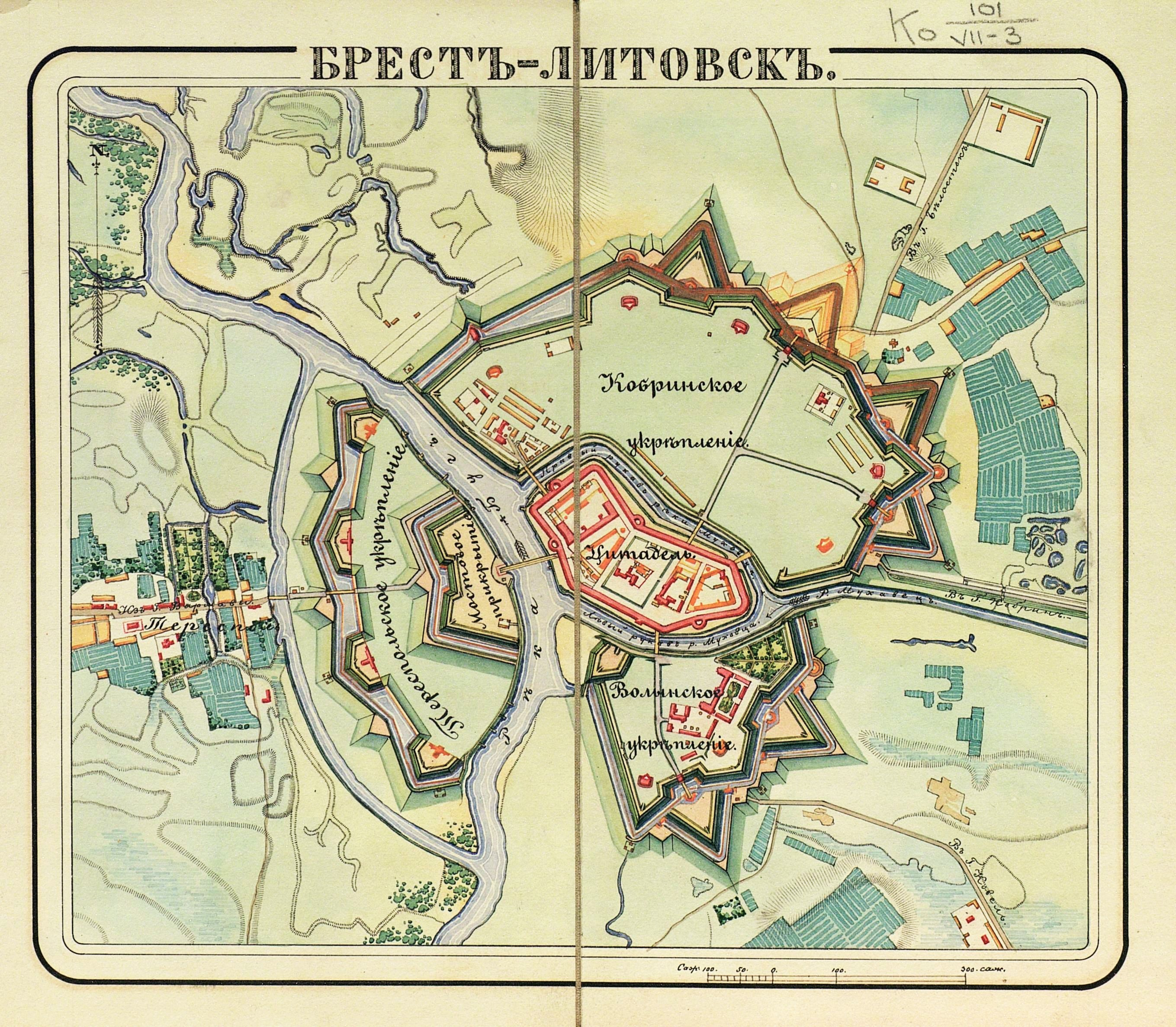
Карта-схема Брестской крепости, ок. 1834 года

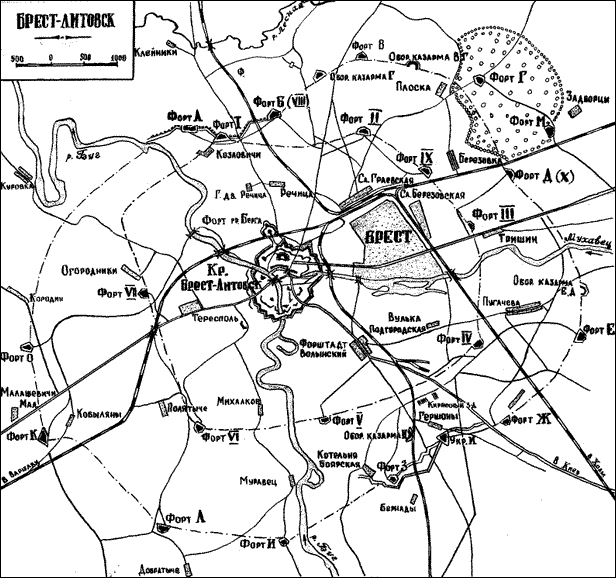
Карта-схема Брестской крепости и окружающих её фортов, 1912 год

Сооружение крепости на месте Брестского детинца и Брестского замка литовско-польской эпохи началось в 1833 году по проекту военного топографа и инженера Карла Ивановича Оппермана.
Первоначально были воздвигнуты временные земляные укрепления, первый камень в основание крепости в торжественной обстановке был заложен 1 июня 1836 года главнокомандующим действующей армии генерал-фельдмаршалом князем И. Ф. Паскевичем. Между землями города и крепости были поставлены межевые знаки.
В 1838—1839 годах для участия в строительстве прибыли полки 9-й и 10-й пехотных дивизий и 9-й артиллерийской бригады. Основные строительные работы были завершены к 26 апреля 1842 года. Крепость состояла из цитадели и трёх защищавших её укреплений общей площадью 4 км² и протяжённостью главной крепостной линии 6,4 км.
Цитадель, или Центральное укрепление, представляло собой две двухэтажные казармы из красного кирпича 1,8 км в окружности. Цитадель, имевшая стены двухметровой толщины, насчитывала 500 казематов, рассчитанных на 12 тысяч человек. Центральное укрепление находится на острове, образованном Бугом и двумя рукавами Мухавца.
С этим островом подъёмными мостами связаны три искусственных острова, образованные Мухавцом и рвами. На них находятся укрепления: Кобринское (ранее Северное, самое большое), с 4 куртинами и вынесенными 3 равелинами и капонирами; Тереспольское, или Западное, с 4 вынесенными люнетами; Волынское, или Южное, с 2 куртинами и 2 вынесенными равелинами. В бывшем «казематированном редуте» ныне находится Рождество-Богородичный монастырь. Крепость обнесена 10-метровым земляным валом с казематами в нём.
Из восьми ворот крепости сохранились пять — Холмские ворота (на юге цитадели), Тереспольские ворота (на юго-западе цитадели), Северные или Александровские (на севере Кобринского укрепления), Северо-западные (на северо-западе Кобринского укрепления) и Южные (на юге Волынского укрепления, Госпитальный остров). До наших дней не сохранились Бригидские ворота (на западе цитадели), Брестские ворота (на севере цитадели) и Восточные ворота (восточная часть Кобринского укрепления).
26 апреля 1842 года над крепостью 1-го класса Брест-Литовск был торжественно поднят крепостной штандарт. В момент открытия она была одним из самых совершенных укреплений России, которое соответствовало своему предназначению и всем требованиям обороны. О важности крепости свидетельствовало то, что Николай I за время своего царствования посещал её семь раз. В то время крепость с сильным гарнизоном могла остановить наступление целой армии противника. Неприятель, опасаясь действий этого гарнизона в своём тылу, не решался пройти мимо крепости, вынужден был предпринимать долгую осаду или блокировать цитадель, выделив для этого значительную часть своих войск. Случалось, что война сводилась к борьбе за овладение крепостью. Фридрих Энгельс отмечал: «Русские, особенно после 1831 года, сделали то, что упустили сделать их предшественники. Модлин, Варшава, Ивангород, Брест-Литовск образуют целую систему крепостей, которая по сочетанию своих стратегических возможностей является единственной в мире».
В августе 1842 года был создан и размещён в одном из комплексов Брест-Литовской крепости Брестский кадетский корпус. Инициатива создания корпуса принадлежала виленскому генерал-губернатору Ф. Я. Мирковичу, который считал, что после восстания 1830—1831 годов правительство обязано взять в свои руки дело воспитания. Миркович сумел убедить Николая I, посетившего Брест в августе 1840 года для ознакомления с ходом строительства крепости, в том, что гражданские учреждения в Беларуси не принесут пользы. Он настоял на создании закрытого учебного заведения, от которого «только должно ожидать образования нового поколения людей».
В 1854 году в связи с началом Крымской войны Брест-Литовская крепость была переведена на военное положение. В связи с возможностью нападения Австрии Николай I лично разработал план военной кампании для прикрытия «центра государства». Врага намечалось встретить на реках Вепрж и Висла и, опираясь на крепости первой линии, дать генеральное сражение. В случае неудачного исхода русские войска должны были левым крылом отойти к Брест-Литовску, где император собирался разместить свою ставку, пополниться людьми и снаряжением и занять оборону по линии реки Буг, угрожая флангу и тылам австрийцев при попытке развивать наступление на Варшаву. Как писал Николай I князю И. Ф. Паскевичу:

Здесь можем выждать безопасно на что решится неприятель… Не могу думать, чтоб он отважился перейти Буг, чтоб нас атаковать под стенами крепости, ибо столь дерзкое предприятие могло бы дорого ему стоить, и неудача — повлечь изгнание его из царства, с опасностью иметь нас на фланге и быть прижату к Висле ранее, чем достигнет своей границы… Из сего, кажется мне, ясно вывесть можно, что во всяком случае Брест для нас единственный и важнейший пункт сбора. Отсюда мы можем со всем удобством действовать как укажут обстоятельства. Прямой путь во внутрь России нам остаётся свободным, и потому все, что оттуда мы получать должны (продовольствие, снаряды и даже резервы), могут достигать до армии вполне свободно.
В 1864—1888 годах по проекту Эдуарда Ивановича Тотлебена крепость была модернизирована. Она была обнесена кольцом фортов в 32 км в окружности, на территории Кобринского укрепления построены Западный и Восточный форты. В 1876 году на территории крепости по проекту архитектора Давида Ивановича Гримма был построен Свято-Николаевский православный храм.
В 1886 году Брест-Литовскую крепость посетили император Александр III и кронпринц Вильгельм II, которые присутствовали на крупных манёврах Варшавского и Виленского военных округов, проходивших в районе Брест-Литовска.
В 1888 году из Казанского военного округа была переброшена 2-я пехотная дивизия, штаб которой был размещён в Брест-Литовске. Из её состава в Брест-Литовской крепости разместились два полка: 5-й пехотный Калужский Императора Вильгельма I полк и 6-й пехотный Либавский Принца Фридриха-Леопольда Прусского полк.
24 июня 1888 года крепость посетил с инспекторской проверкой великий князь Владимир Александрович. В программу визита входили посещение крепостного собора, осмотр укреплений, парад гарнизона. Владимир Александрович осмотрел госпиталь, голубиную станцию, зернохранилище и хлебопекарню. Затем великий князь направился к форту IV, где состоялись представление офицеров различных частей, показ форта и упражнений крепостной артиллерии.
В 1891 году брестские номерные резервные батальоны и крепостной полк получили наименования и были развёрнуты в Измаильский 189-й пехотный полк, Очаковский 190-й пехотный полк, Ларго-Кагульский 191-й пехотный полк и Рымникский 192-й пехотный полк сокращённого состава, сведённые в одну резервную бригаду. В случае мобилизации она разворачивалась в штатную пехотную дивизию.

## Крепость в начале XX века

Фотографии периода Первой Мировой войны
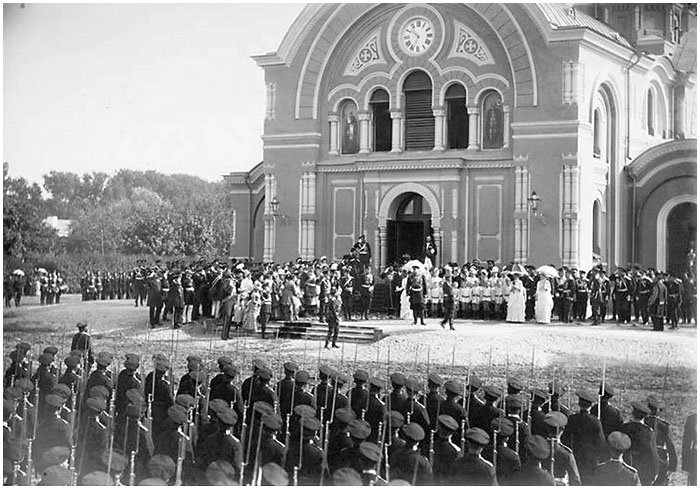
Праздник Бородинского полка. Император Александр III в Брестской крепости, 1886 год
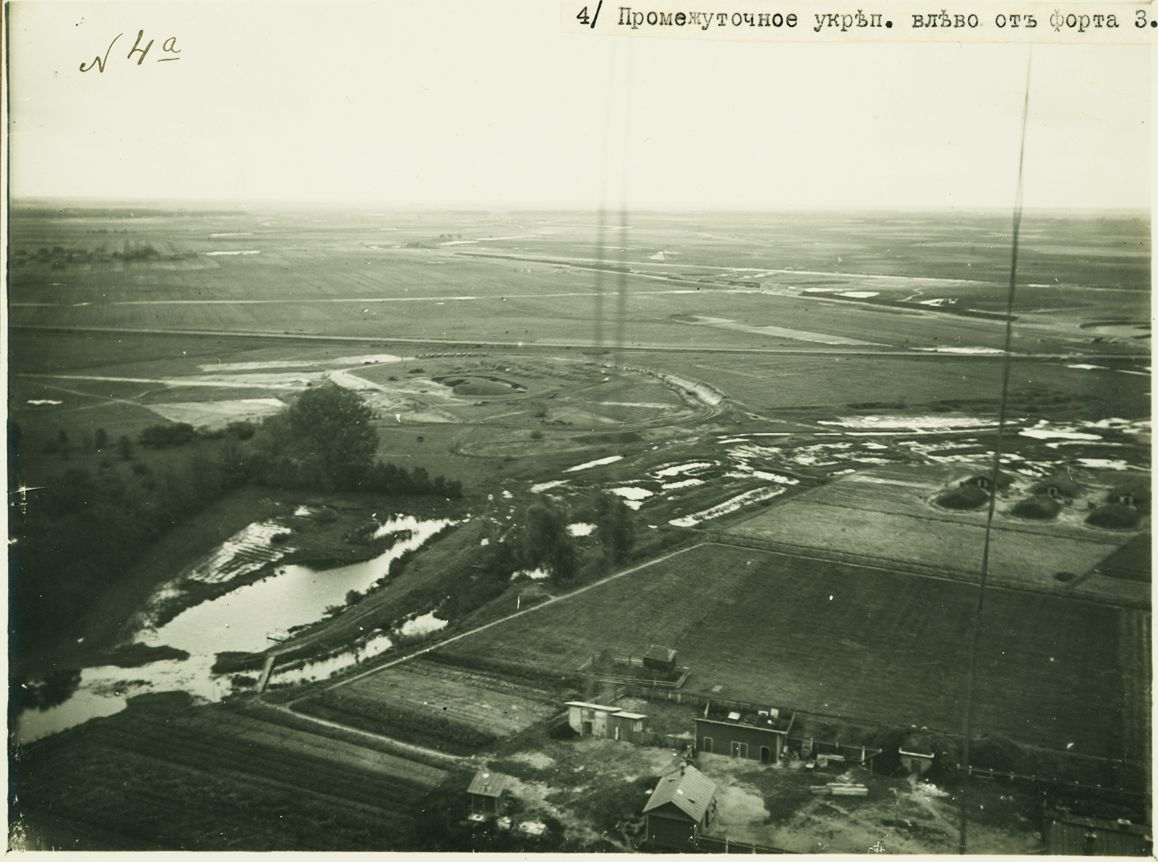
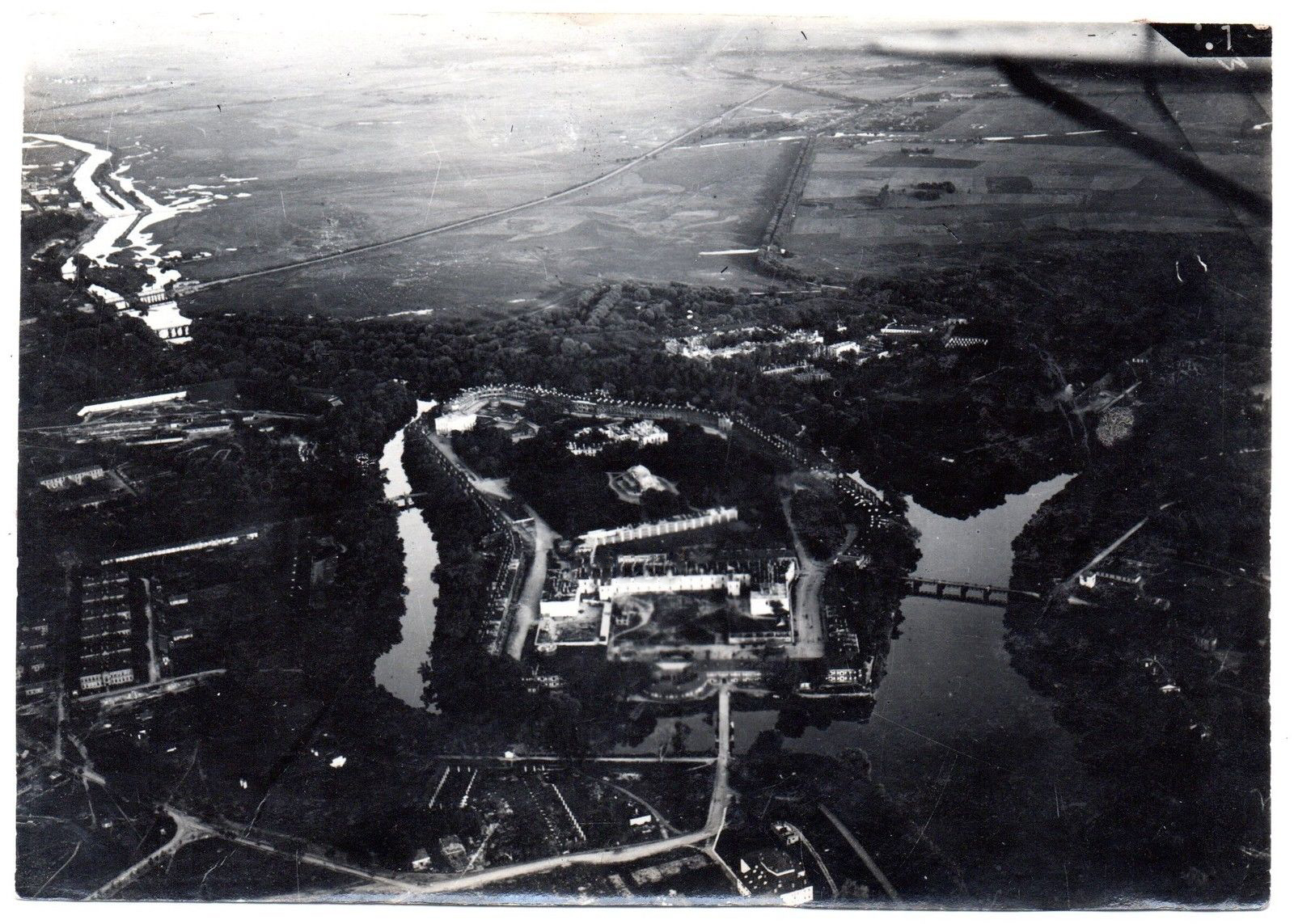
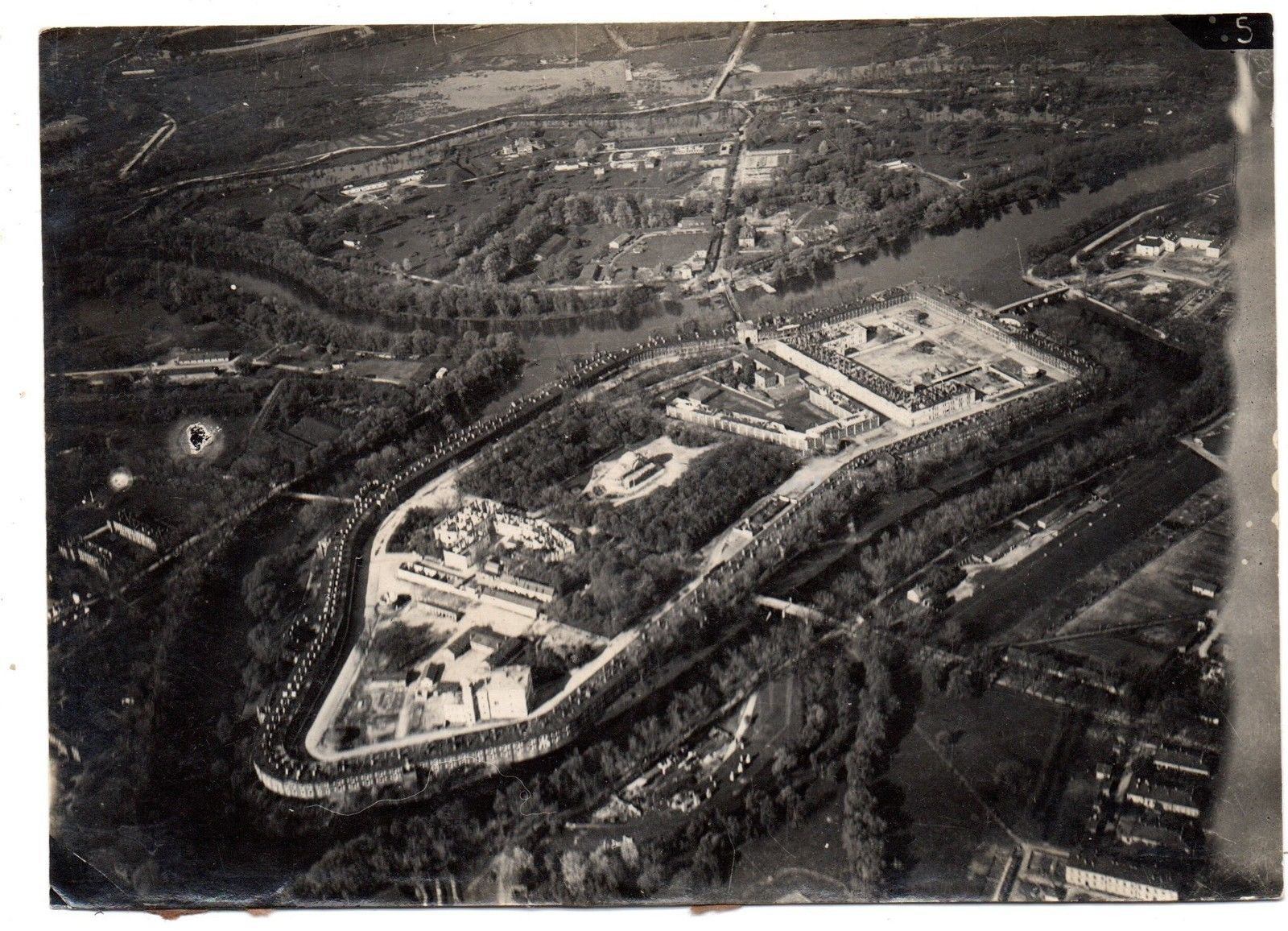
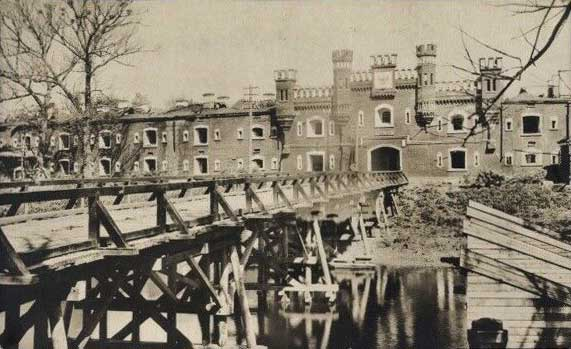
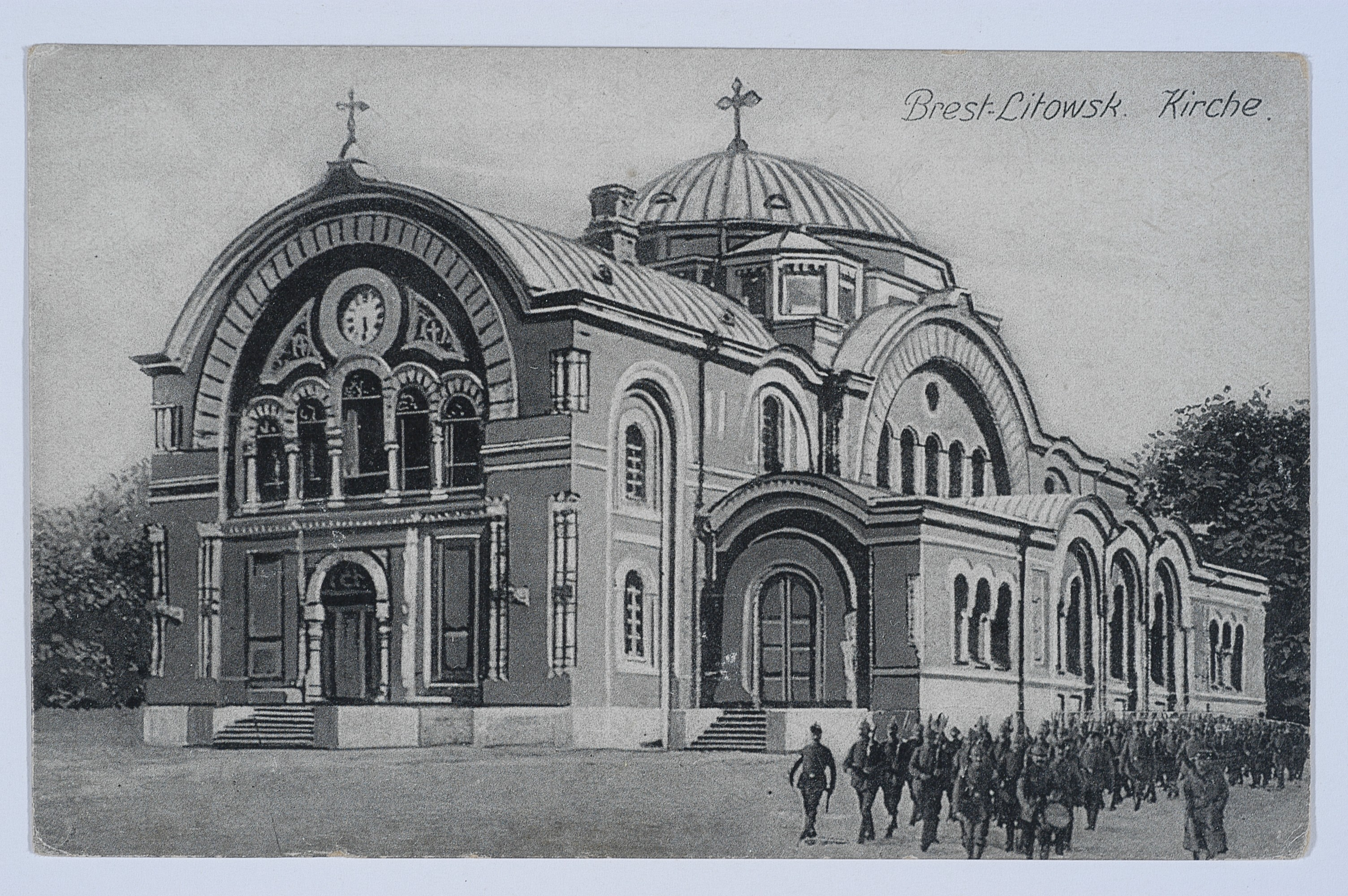

В 1909 году под руководством военного министра В. А. Сухомлинова был составлен новый план дислокации войск и стратегического развёртывания армий на случай войны. Рубежи стратегического развёртывания решено было перенести в глубь страны на линию модернизированных крепостей, в том числе и к Брест-Литовской крепости. Среди ряда мероприятий предусматривалось усовершенствование Брест-Литовской крепости благодаря возведению второго кольца фортов на расстоянии 9—9,5 км от Цитадели.
30 июня 1911 года Инженерный комитет Главного инженерного управления рассмотрел и одобрил генеральный план развития Брест-Литовской крепости, рассчитанный на десять лет. Новый план был утверждён комитетом Генерального штаба в 1912 году. Согласно плану, оборонительный обвод должен был состоять из 14 фортов, 21 опорных пункта, 5 оборонительных казарм и нескольких десятков артиллерийских батарей. На расстоянии 6—7 км от крепости создавалась линия из 11 новых фортов, получивших литерное обозначение А, В, Г, М, Е, Ж, 3, И, К, Л, О. В состав этой позиции вписывались и старые форты I, VIII и X. Два последних стали соответственно фортами Б и Д. Между фортами планировалось возвести опорные пункты, предназначенные для подвижных резервов, а также казармы и артиллерийские погреба.
В 1913 году было начато строительство второго кольца укреплений (в его проектировании, в частности, принимал участие Дмитрий Карбышев), которое должно было иметь в окружности 45 км, но до начала войны оно так и не было закончено.
С началом Первой мировой войны крепость усиленно готовилась к обороне. Работы велись круглосуточно с привлечением мирного населения. Ежедневно количество рабочих по укладке бетона, арматуры и др. составляло 70 тыс. человек, также для подвоза в среднем были задействованы 8500 телег каждый день. К весне 1915 года крепостная позиция получила законченный вид, и крепость стала одной из наиболее подготовленных русских крепостей, а также одной из самых сильных твердынь Старого Света. Однако в последний момент было принято решение крепость не оборонять, а ценное имущество — вывезти. В ночь на 1 (13) августа 1915 в ходе общего отступления крепость была оставлена и частично взорвана русскими войсками.
3 марта 1918 года в Цитадели, в так называемом Белом дворце (бывшая церковь униатского монастыря базилиан, затем офицерское собрание) был подписан Брестский мир. Крепость находилась в руках немцев до конца 1918 года, а затем под контролем поляков.
В 1919 году, с началом советско-польской войны, некоторые постройки Брестской крепости использовались польскими властями как лагеря для советских военнопленных (форт Граф Берг, казармы Граевские). Согласно польским данным, в брестском лагере из-за эпидемии инфекционных заболеваний в 1919 году умерло более 1000 советских  военнопленных. По этой причине лагерь был посещён делегацией польского сейма, и их усилиями условия жизни военнопленных в лагере были значительно улучшены. В 1920 году в ходе советско-польской войны была взята Красной армией, но вскоре вновь потеряна.
В 1921 году по Рижскому миру отошла к Польше. В межвоенный период крепость использовалась как казарма, военный склад и политическая тюрьма (в 1930-е годы здесь были заключены оппозиционные политические деятели).

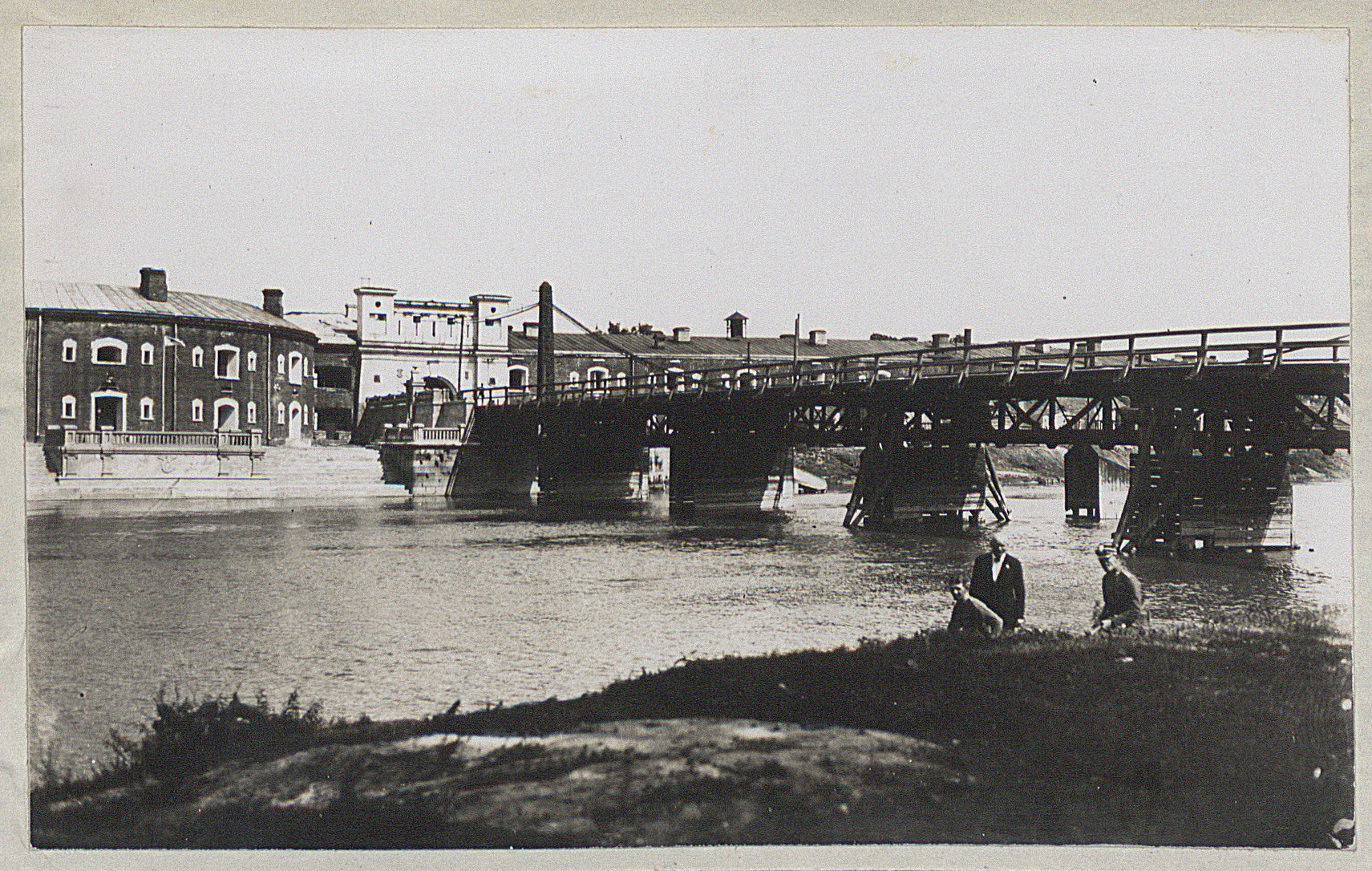
Фото 1928 года
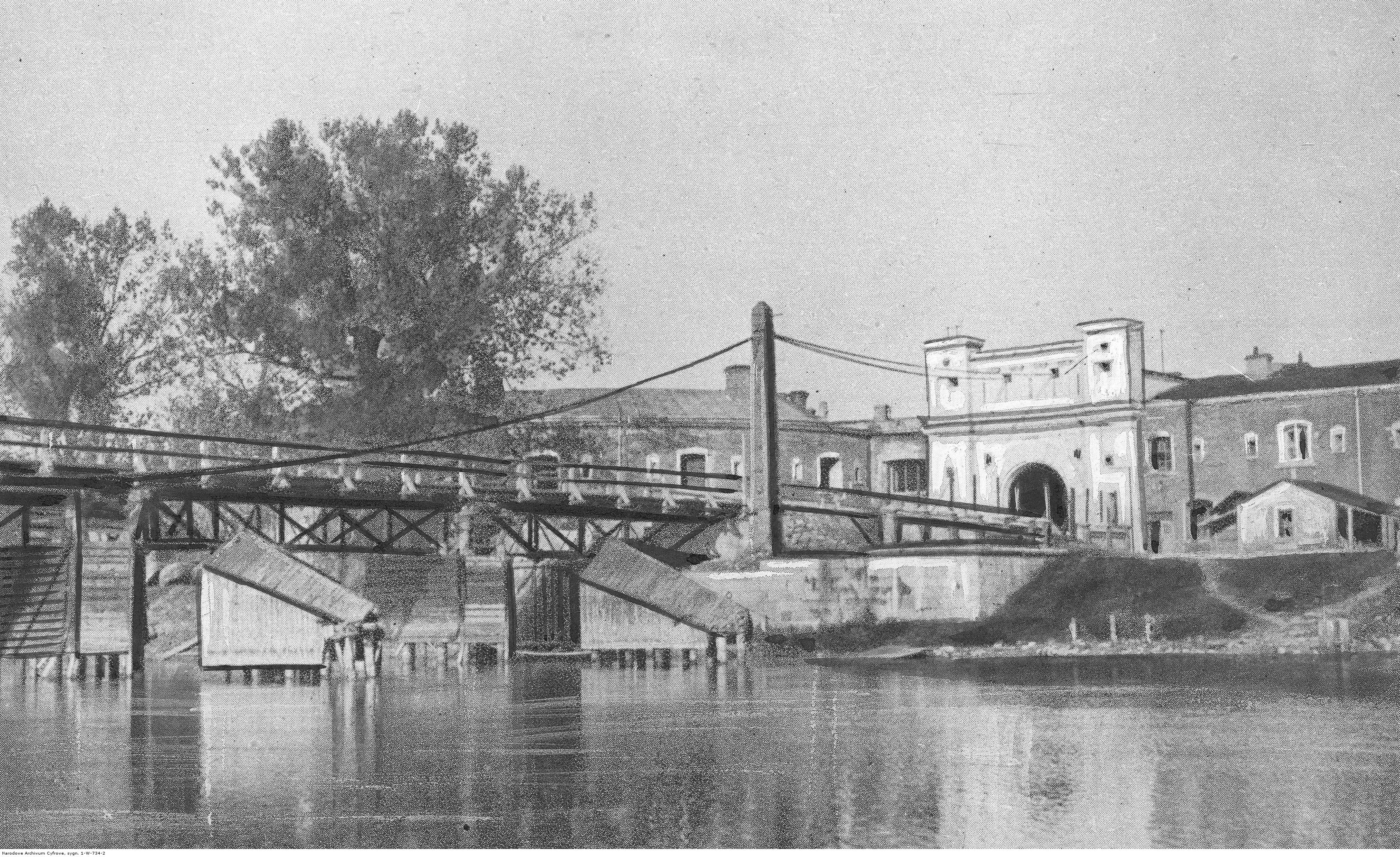
Рисунок моста через Буг 1930 года

## Структура Брест-Литовской крепости
Источник:
Управление Брест-Литовской крепости:
- Комендант Брест-Литовской крепости (ген.-лейт Э. С. Цытович)
- Штаб Брест-Литовской крепости (ген.-майор М. П. Макеев)
  - Строевое отделение (пол-к М. М. Плешков)
  - Крепостное почтовое военно-голубиное отделение (пол-к Я. И. Петерсон (Петерсен))
  - Крепостное штаб-офицерское отделение (пол-к В. И. Поварнин)
- Управление крепостной артиллерии (ген.-майор Н. Т. Кудряев)
- Крепостное инженерное управление (ген.-майор И. М. Сукин)
  - Крепостное телеграфное отделение (пол-к М. К. фон Кун)
- Крепостное интендантское управление (пол-к И. Ф. Головин)
- Военный госпиталь (ген.-майор Н. Т. Кудряев)

Воинские части Брест-Литовской крепости:
- 1-й крепостной пехотный батальон (пол-к И. К. Мариуца)
- 2-й крепостной пехотный батальон (пол-к М. И. Дмитриев)
- 3-й крепостной пехотный батальон, (пол-к Л. Ф. Левшиновский)
- Осадный артиллерийский батальон (пол-к И. К. Веснинский)
- 1-й артиллерийский батальон (пол-к М. А. Трейдлер)
- 2-й артиллерийский батальон (к-н И. И. Монастырский)
- 3-й артиллерийский батальон (пол-к А. П. Климов)
- 4-й артиллерийский батальон (пол-к В. В. Мишурин)
- 3-я вылазочная батарея крепостной артиллерии (пол-к П. И. Шрейдер)
- Крепостная отдельная сапёрная рота (пол-к А. И. Квапишевский)

С 1900 по 1916 годы:
- Брест-Литовское крепостное воздухоплавательное отделение (к-н М. К. Шульц), с 1912 года преобразовано в Брест-Литовский воздухоплавательный батальон (пол-к А. А. Нат)
- Брест-Литовский крепостной авиационный отряд (к-н К. М. Богдановский), в 1914 году переименован в 26-й корпусной авиационный отряд (к-н К. А. Калинин)
- 2-я полевая воздухоплавательная рота (пол-к А. Т. Макаров), с 1916 года 2-й корпусной воздухоплавательный отряд (к-н А. А. Ванькович)
- Крепостной ополченский полк (ген.-майор М. Е. Богушевский), преобразованный в 1916 году в Брест-Литовскую пехотную бригаду (ген.-майор А. Г. Плешков)

## КомендантыБрест-Литовской крепости
| Ф. И. О.                              | Титул, чин, звание    | Время замещения должности   |
| ------------------------------------- | --------------------- | --------------------------- |
| Ляхович, Алексей Фёдорович            | генерал-лейтенант     | 19.03.1832 — 1839 гг.       |
| Пяткин, Василий Гаврилович            | генерал-лейтенант     | 1839 — 16.06.1846 гг.       |
| Ольденбург, Фёдор Фёдорович           | генерал-лейтенант     | 16.06.1846 — 27.11.1848 гг. |
| Баранов, Пётр Егорович                | генерал-лейтенант     | 27.11.1848 — 17.01.1849 гг. |
| Бартоломей, Фёдор Фёдорович           | генерал-лейтенант     | 17.01.1849 — 1862 гг.       |
| Штаден, Иван Евстафьевич              | генерал от артиллерии | 22.01.1862 — 04.1871 гг.    |
| Ульрих, Ромео Корнильевич             | инженер-генерал       | 05.04.1871 — 1876 гг.       |
| Качалов, Иван Андреевич               | генерал-лейтенант     | 30.08.1876 — 1884 гг.       |
| Цытович, Эраст Степанович             | генерал от инфантерии | 12.12.1884 — 03.1896 гг.    |
| Скалон, Василий Данилович             | генерал от инфантерии | 25.04.1896 — 27.09.1897 гг. |
| Латур-де-Бернгард, Владимир Андреевич | генерал от инфантерии | 27.09.1897 — 1902 гг.       |
| Лазарев, Пётр Степанович              | генерал от инфантерии | 01.01.1903 — 27.06.1906 гг. |
| Туманов, Николай Евсеевич             | инженер-генерал       | 07.07.1906 — 24.06.1910 гг. |
| Юрковский, Владимир Иванович          | генерал от инфантерии | 15.08.1910 — 31.05.1913 гг. |
| Лайминг, Владимир Александрович       | генерал от артиллерии | 19.11.1913 — 01.09.1916 гг. |

Комендант гарнизона Брест-Литовской крепости
| Ф. И. О.                               | Титул, чин, звание | Время замещения должности |
| -------------------------------------- | ------------------ | ------------------------- |
| Хроминский, Казимир-Фортунат Андреевич | полковник          | 02.1919 — 04.1919 гг.     |

## Оборона Брестской крепости в 1939 году

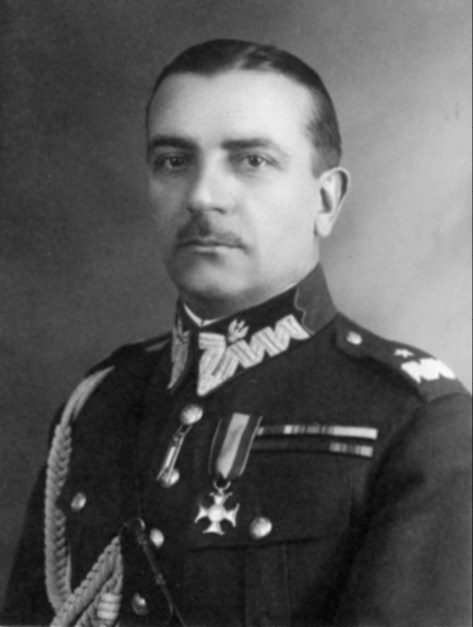
Константин Плисовский

На следующий день после начала Второй мировой войны, 2 сентября 1939 года, Брестская крепость впервые подверглась бомбардировке со стороны немцев: немецкие самолёты сбросили 10 бомб, повредив Белый дворец. В казармах крепости в это время располагались маршевые батальоны 35-го и 82-го пехотных полков и ряд других, достаточно случайных частей, а также мобилизованные резервисты, ожидавшие отправки в свои части.
Гарнизон города и крепости был подчинён оперативной группе «Полесье» генерала Францишека Клееберга; начальником гарнизона 11 сентября был назначен отставной генерал Константин Плисовский, который сформировал из имевшихся в его распоряжении подразделений общей численностью 2000—2500 человек боеспособный отряд в составе 4 батальонов (три пехотных и инженерный) при поддержке нескольких батарей, двух бронепоездов и некоторого количества лёгких французских танков «Рено FT-17». Противотанкового оружия у защитников крепости не было, между тем им пришлось иметь дело именно с танками. К 13 сентября из крепости были эвакуированы семьи военнослужащих, мосты и проходы заминированы, главные ворота заблокированы танками, на земляных валах устроены окопы для пехоты.
На Брест-над-Бугом наступал 19-й бронетанковый корпус генерала Гейнца Гудериана, который двигался со стороны Восточной Пруссии на встречу с другой немецкой танковой дивизией, двигавшейся с юга. Гудериан намеревался захватить город Брест, чтобы не дать защитникам крепости отступить на юг и соединиться с основными силами польской оперативной группы «Нарев». Немецкие части имели превосходство над защитниками крепости в пехоте в два раза, в танках — в 4 раза, в артиллерии — в 6 раз. 14 сентября 1939 года 77 танков 10-й танковой дивизии (подразделения разведывательного батальона и 8-го танкового полка) попытались взять город и крепость с ходу, но были отбиты пехотой при поддержке 12 танков FT-17, которые при этом были подбиты. В тот же день немецкая артиллерия и авиация начали бомбардировку крепости. На следующее утро после ожесточённых уличных боёв немцы овладели большей частью города. Защитники отступили в крепость. Утром 16 сентября немцы (10-я танковая и 20-я моторизованная дивизии) начали штурм крепости, который был отбит. К вечеру немцы овладели гребнем вала, но прорваться дальше не смогли. Большой урон немецким танкам нанесли два поставленных в воротах крепости FT-17. Всего с 14 сентября было отбито 7 немецких атак, при этом потеряно до 40 % личного состава защитников крепости. При штурме был смертельно ранен адъютант Гудериана. В ночь на 17 сентября раненый Плисовский отдал приказ покинуть крепость и перейти через Буг на юг. По неповреждённому мосту войска ушли в Тереспольское укрепление и оттуда в Тересполь. В этот же день советские войска пересекли восточную границу Польши.
22 сентября Брест был передан немцами 29-й танковой бригаде Красной армии под руководством комбрига Кривошеина. Во время официальной процедуры передачи города Бреста и Брестской крепости советской стороне в Бресте состоялся организованный одновременный вывод немецких войск и ввод войск РККА в Брест. Таким образом, Брест и Брестская крепость вошли в состав СССР.

## Оборона Брестской крепости в 1941 году

План-схема системы укреплений Брестской крепости (после разборки цитадели в послевоенное время)
1. Кобринское укрепление,
2. Волынское укрепление,
3. Тереспольское укрепление

Защитники Брестской крепости (картина Петра Кривоногова)

К 22 июня 1941 года в крепости дислоцировалось 8 стрелковых батальонов, 1 разведывательный, 1 артиллерийский полк и 2 артиллерийских дивизиона (ПТО и ПВО), некоторые спецподразделения стрелковых полков и подразделения корпусных частей, сборы приписного состава 6-й Орловской и 42-й стрелковой дивизий 28-го стрелкового корпуса 4-й армии, подразделения 17-го Краснознамённого Брестского пограничного отряда, 33-го отдельного инженерного полка, часть 132-го батальона конвойных войск НКВД, штабы частей (штабы дивизий и 28-го стрелкового корпуса располагались в Бресте), всего около 9 тысяч человек, не считая членов семей (300 семей военнослужащих).
С немецкой стороны штурм крепости был поручен 45-й пехотной дивизии (около 15—16 тысяч человек) 12-го армейского корпуса, 2-й армейской группы при поддержке артиллерии. По плану крепостью следовало овладеть к 12 часам пополудни в первый день войны.
22 июня в 4:15 по крепости был открыт артиллерийский огонь, заставший гарнизон врасплох. В результате были уничтожены склады, водопровод, прервана связь, нанесены крупные потери гарнизону. В 4:45 начался штурм. Неожиданность атаки привела к тому, что единого скоординированного сопротивления гарнизон оказать не смог и был разбит на несколько отдельных очагов. Сильное сопротивление немцы встретили на Волынском и особенно на Кобринском укреплении, где дело дошло до штыковых атак.
К 7:00 22 июня некоторые подразделения 42-й и 6-й стрелковой дивизии смогли с боями покинуть крепость и город Брест и с большими потерями передислоцироваться в пункты дислокации по тревоге, однако множеству военнослужащих этих дивизий так и не удалось выбраться из крепости. Именно они и продолжали сражаться в ней.
К вечеру 24 июня немцы овладели Волынским и Тереспольским укреплением, а остатки гарнизона последнего, осознавая невозможность держаться, ночью переправились в Цитадель. Таким образом, оборона сосредоточилась в Кобринском укреплении и Цитадели. На Кобринском укреплении к этому времени все защитники (около 400 человек под командованием майора Петра Михайловича Гаврилова) сосредоточились в Восточном форте. Ежедневно защитникам крепости приходилось отбивать 7—8 атак, причём применялись огнемёты. 26 июня пал последний участок обороны Цитадели возле Трёхарочных ворот, 29 июня — Восточный форт. Организованная оборона крепости на этом закончилась — оставались лишь изолированные группы и одиночные бойцы. В общей сложности 6—7 тысяч человек попало в немецкий плен.
Одна из надписей в крепости гласит: «Я умираю, но не сдаюсь. Прощай, Родина. 20/VII-41».
23 июля 1941 года, то есть на тридцать второй день войны, в плен был взят командовавший обороной Восточного форта майор Гаврилов, по официальным данным, последний защитник Брестской крепости.
В послевоенное время большая часть Цитадели была разобрана для строительства домов.

### Память о защитниках крепости

Памятник защитникам Брестской крепости и Вечный огонь
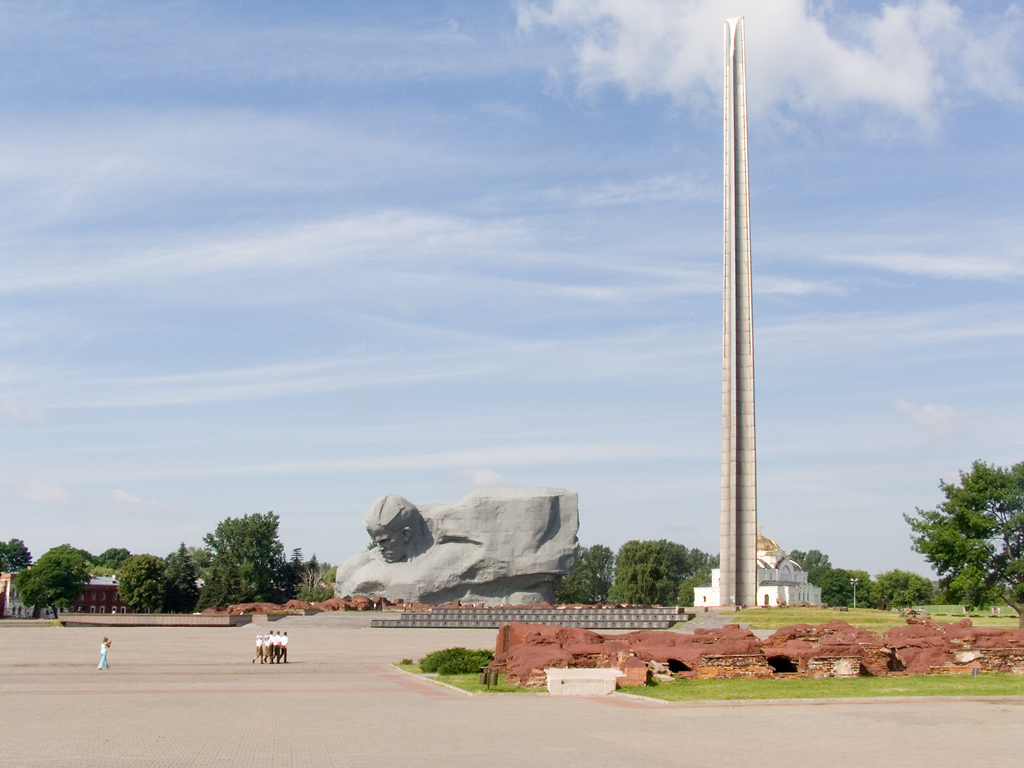
Мемориал «Брестская крепость-герой»
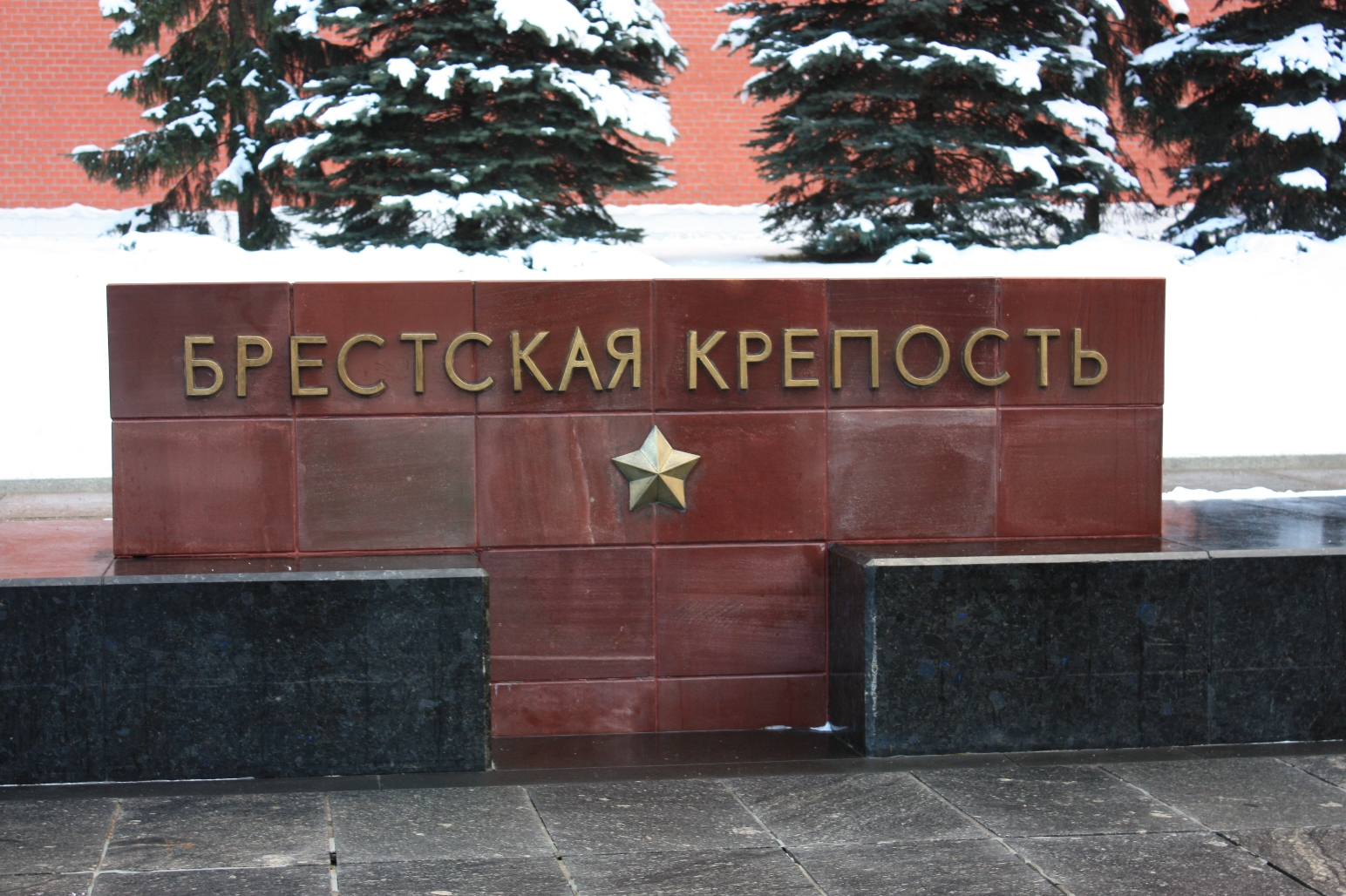
Блок с землёй Брестской крепости у могилы Неизвестного Солдата в Москве

Впервые об обороне Брестской крепости стало известно из штабного немецкого донесения о взятии Брест-Литовска, захваченного в бумагах разгромленной 45-й пехотной дивизии (хранилось в Архиве МО СССР — оп. 7514, д. 1, л. 227—228) в феврале 1942 года в районе Кривцово под Орлом при попытке уничтожить болховскую группировку немецких войск. По материалам «Боевого донесения о взятии Брест-Литовска» в газете «Красная звезда» от 21 июня 1942 года была напечатана статья полковника М. Толченова «Год тому назад в Бресте». В 1948 году в «Огоньке» появилась статья писателя Михаила Златогорова «Брестская крепость»; в 1951 году художник Пётр Кривоногов написал картину «Защитники Брестской крепости». Заслуга восстановления памяти героев крепости во многом принадлежит писателю и историку Сергею Смирнову, а также поддержавшему его инициативу Константину Симонову. В 1955 году опубликована героическая драма Сергея Смирнова «Крепость над Бугом», в 1956 году выходят документальная повесть Сергея Смирнова «Брестская крепость», а на экраны мира — художественный фильм по сценарию Константина Симонова «Бессмертный гарнизон» (почётный диплом МКФ в Венеции).
С этого времени Брестская крепость становится символом непоколебимой стойкости советского народа и важным символом официальной патриотической пропаганды. 8 мая 1965 года Брестской крепости присвоено звание крепость-герой. С 1971 года является мемориальным комплексом. Мемориал «Брестская крепость-герой» построен по проектам скульптора Александра Кибальникова. К площади Церемониалов примыкают здание Музея обороны Брестской крепости и руины Белого дворца. Композиционным центром является главный монумент «Мужество», на его обратной стороне размещены рельефные композиции, рассказывающие об отдельных эпизодах героической обороны крепости. В 3-ярусном некрополе, композиционно связанном с монументом, захоронены останки 1038 человек. На плиты вынесено 277 имён, остальные покоятся как неизвестные. Перед руинами бывшего инженерного управления горит Вечный огонь Славы. На обзорной площадке сохранились руины казарм 333-го стрелкового полка и других оборонительных и жилых сооружений.
9 мая 1972 года на Пост № 1 у Вечного огня Брестской крепости впервые заступили пионеры. 24 сентября 1984 года открыт музей Поста № 1 «Мальчишки бессмертного Бреста». 23 февраля 1992 года на территории мемориала был открыт музей «Боевой славы авиаторов».
Указом Президента Республики Беларусь от 19 сентября 1996 года мемориальный комплекс «Брестская крепость-герой» был удостоен Почётного государственного знамени Республики Беларусь  «за особые достижения в социально-культурном развитии, патриотическом воспитании молодёжи и в связи с 25-летним юбилеем».
Указом Президента Республики Беларусь от 30 декабря 2014 года коллектив государственного учреждения «Мемориальный комплекс «Брестская крепость» удостоен Специальной премией Республики Беларусь  «за большой вклад в сохранение исторической памяти о Великой Отечественной войне и создание новой экспозиции в Юго-Восточной казарме крепости Брестской крепости «Музей войны — территория мира»»
Указом Президента Республики Беларусь от 29 декабря 2020 года коллектив государственного учреждения «Мемориальный комплекс «Брестская крепость» удостоен Специальной премией Республики Беларусь  «за значительный вклад в сохранение исторической правды о Великой Отечественной войне, реализацию проекта Союзного государства по реконструкции зданий и сооружений Брестской крепости»»
Указом Президента Республики Беларусь от 22 сентября 2021 года мемориальный комплекс «Брестская крепость-герой» был удостоен ордена Франциска Скорины «за значительные достижения в сохранении исторического наследия, увековечивании памяти участников Великой Отечественной войны, патриотическом воспитании детей и молодёжи, а также в связи с 50-летием со дня основания мемориального комплекса».

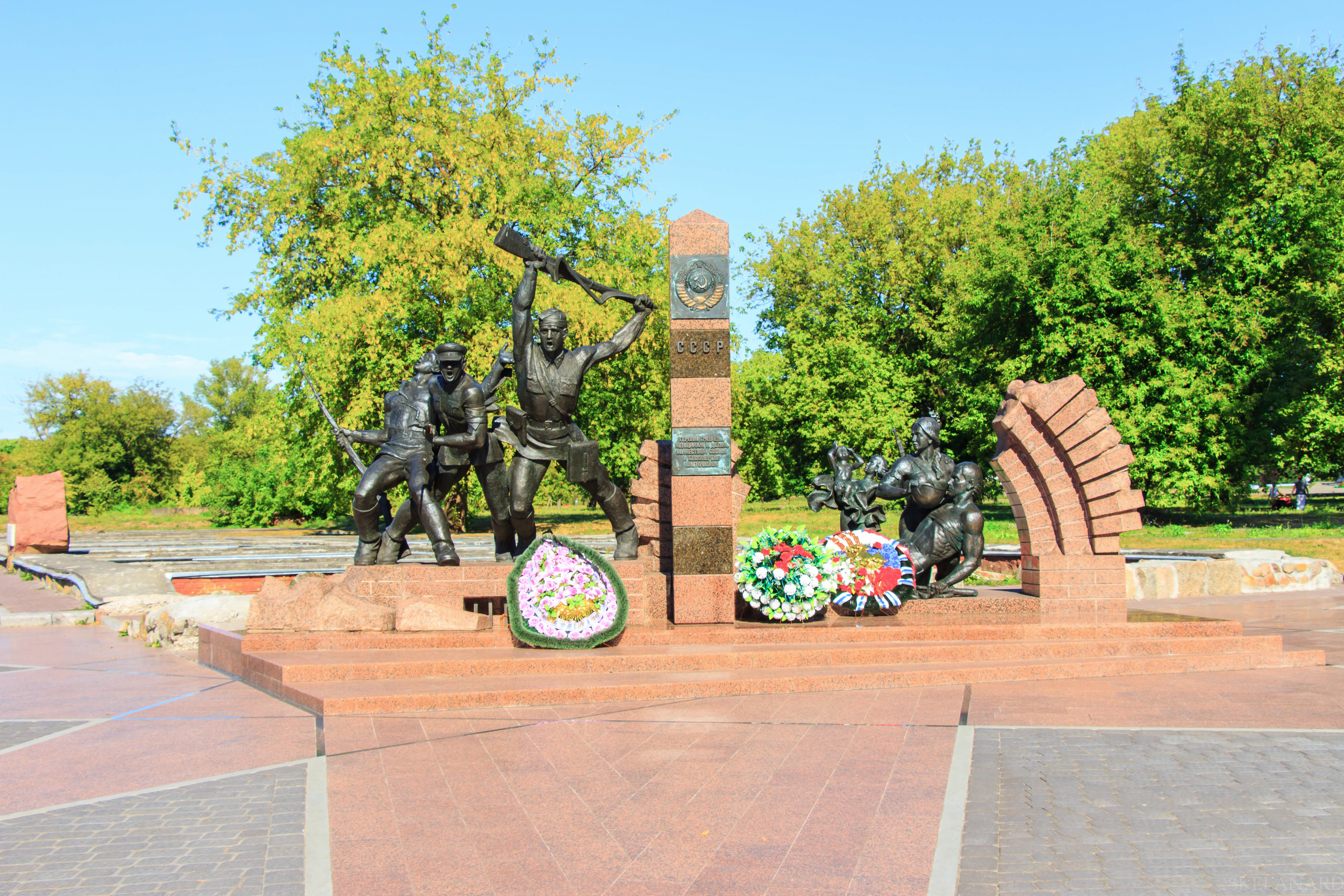
Памятник героям границы
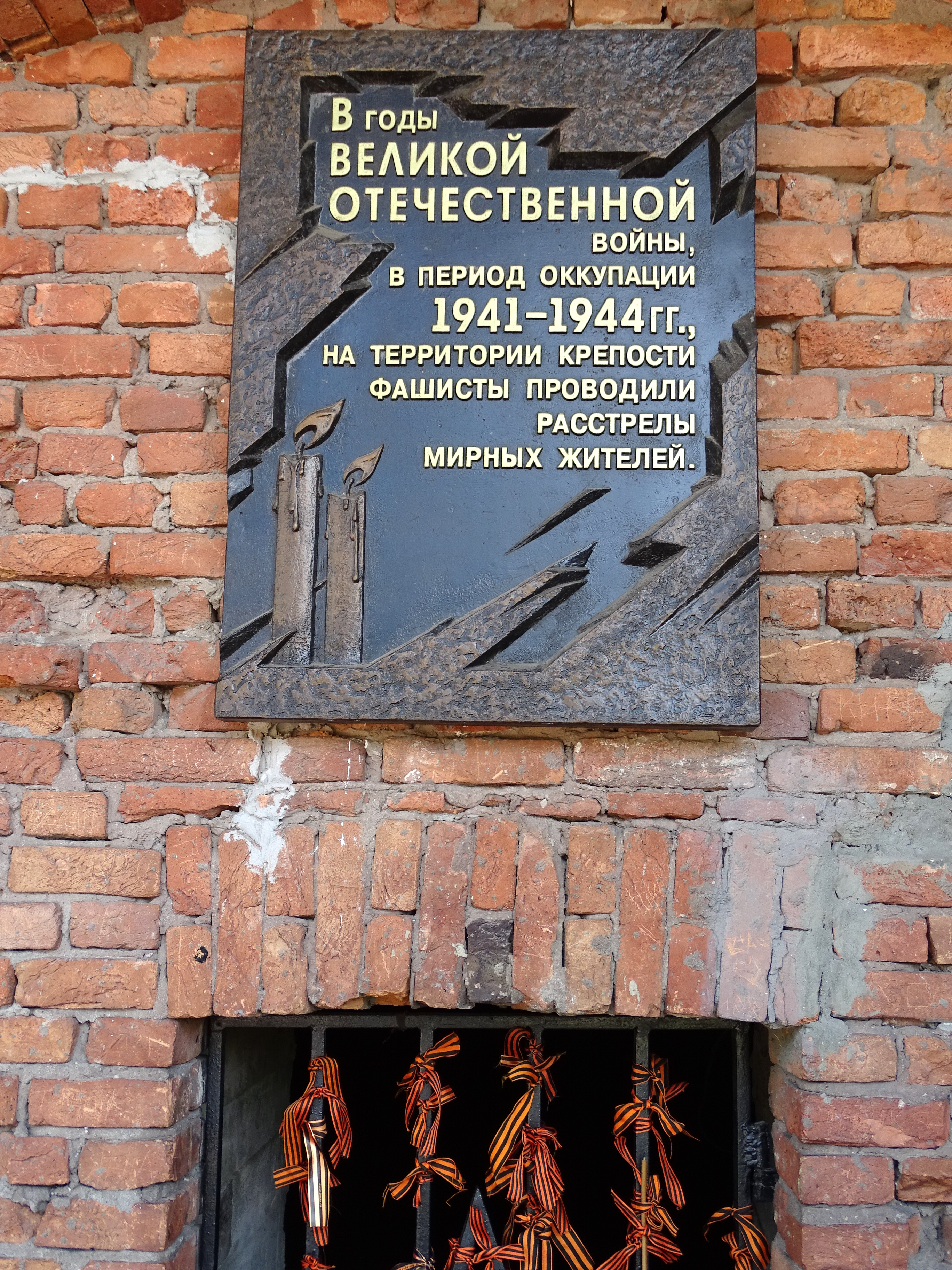
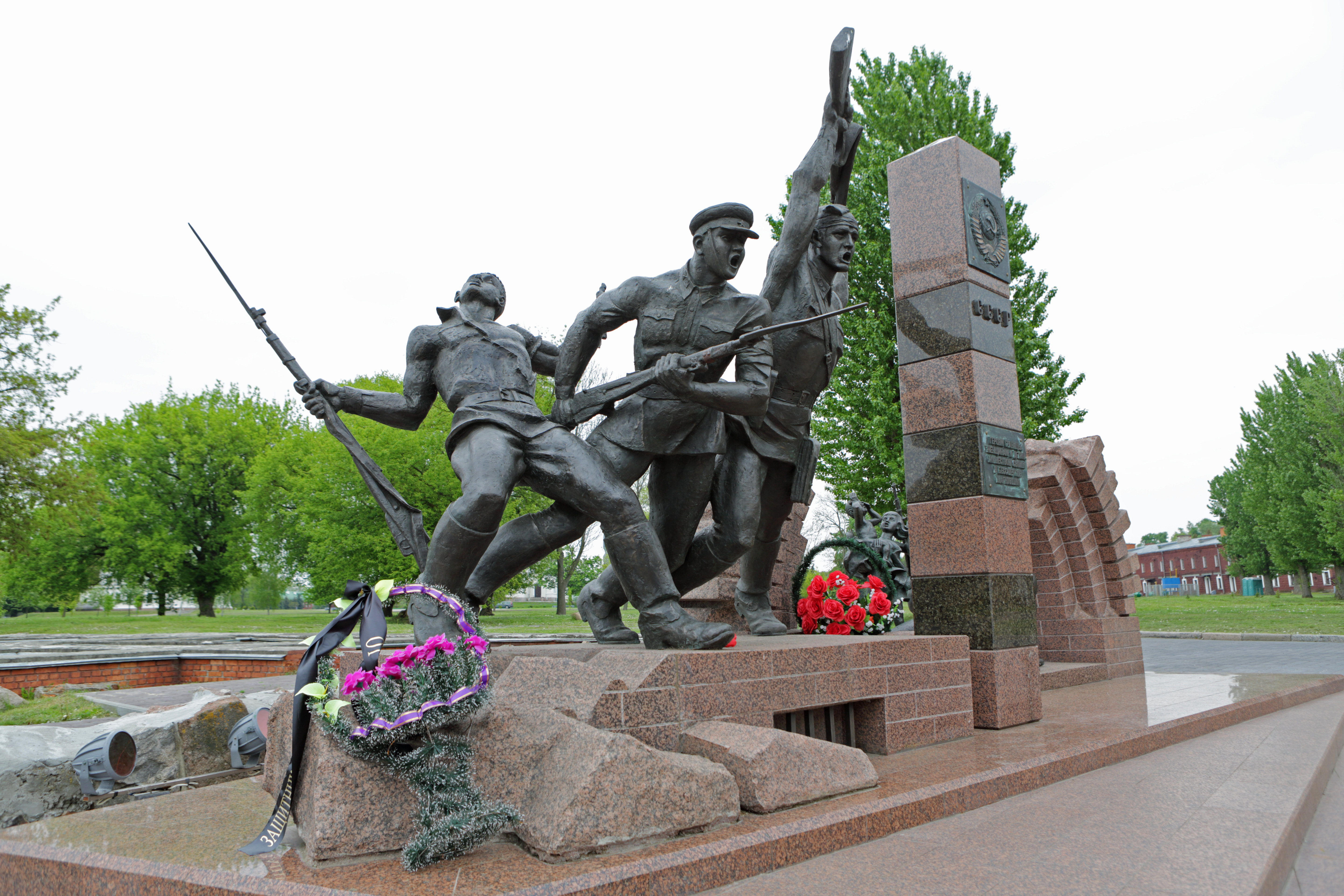
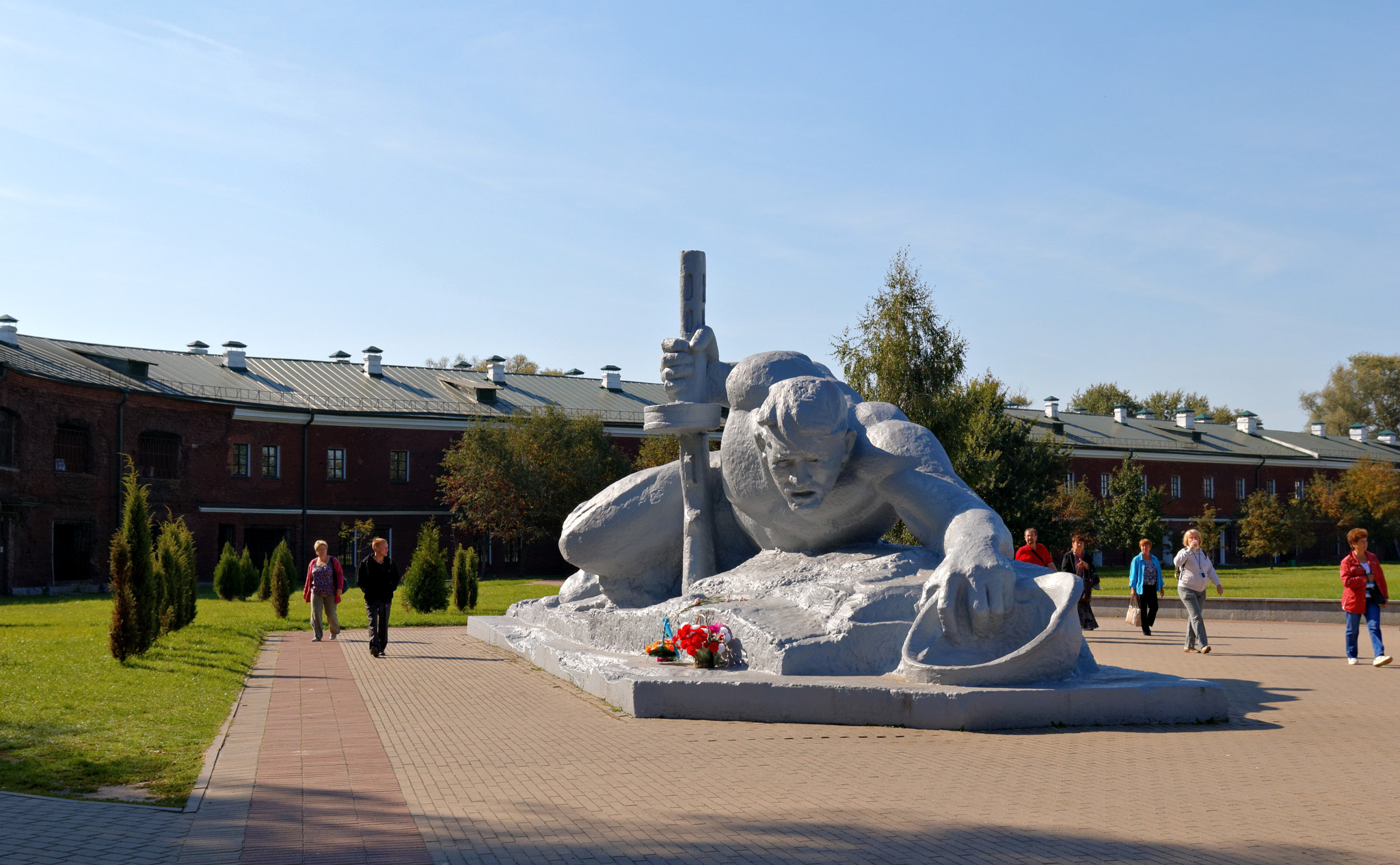
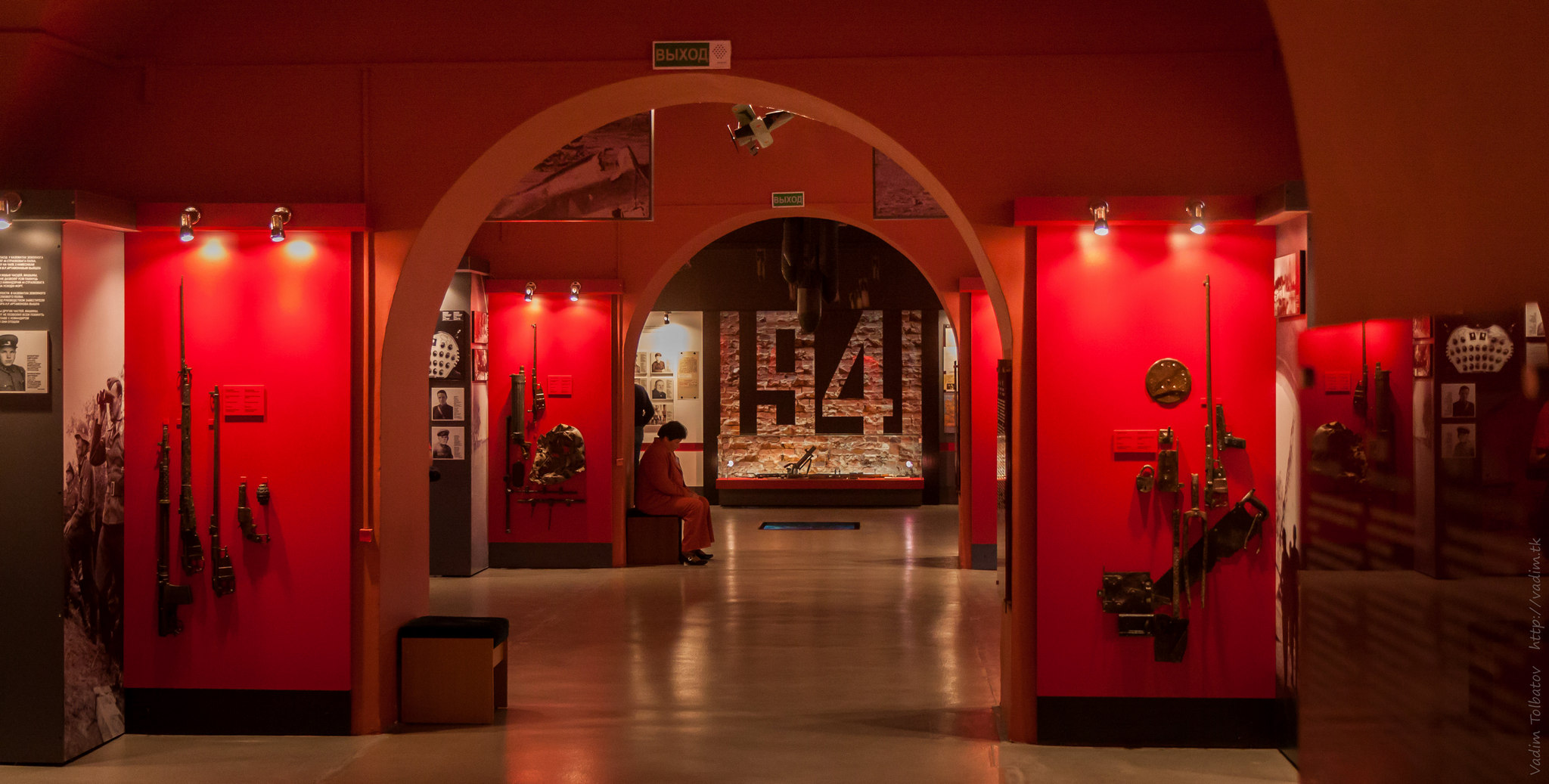
Музей Истории обороны крепости

## Проблематика развития Брестской крепости как культурного и туристического объекта
Территория музейной и мемориальной зоны занимает 30 % из всей крепости, 70 % находится вне зоны внимания туристов. На территории около 200 га отсутствует инфраструктура для приёма туристов (питание, навигация, туалеты и т. д.). По предварительной оценке экспертов Фонда развития Брестской крепости в 2013 году 56 % зданий и сооружений крепости имели тенденцию перейти в категорию аварийных в ближайшие годы.
Требуются проектные идеи, которые позволят комплексно подойти к решению проблем сохранения архитектурного наследия, его консервации и вовлечению в социокультурный оборот. Развитие города сложно в отрыве от крепости, основная проблема которой — неосвоенность территории, расположенной вне мемориального комплекса. Объекты и территория находятся на балансе разных собственников, что значительно усложняет процесс выработки единой стратегии сохранения.
Идеи и концепции создания на заброшенной территории крепости единого историко-культурного комплекса озвучивались с 2000-х годов. Первоначально авторским коллективом архитекторов г. Бреста была предложена концепция культурно-развлекательного комплекса с воссозданием объектов из разных эпох и наделения их широким спектром историко-развлекательных функций. Концепция вызвала разногласия, поскольку нарушала историческую целостность комплекса Брестской крепости.
Осенью 2013 года с новым проектом выступил уроженец Бреста Владимир Микулик. Проект получил название «Брест-2019». Для реализации идеи сохранения и развития крепости он пригласил Ассоциацию менеджеров культуры, а также экспертов из России, Литвы, Украины, Великобритании, Голландии и других стран. Руководителем группы разработчиков новой Концепции стал специалист в области музейных проектов создатель Музейного квартала в Вене Дитер Богнер. Концепция сохранения и развития территорий Брестской крепости (зонирование, инфраструктура, новые маршруты, музеи и объекты туризма, график реализации) предлагает новые сценарии и мотивации для посещения горожанами крепости, обеспечивая возможность развития уже существующих музеев и учитывает всю систему ограничений этой территории.

## Тюрьма в Брестской крепости
Во время польского восстания 1863 года построенное в 1751 году каменное здание бывшего монастыря ордена бригиток в Кобринском укреплении Брестской крепости, использовавшееся до того как казармы и как дисциплинарный батальон, было превращено в военно-полевую, а затем и в пересыльную тюрьму для повстанцев.

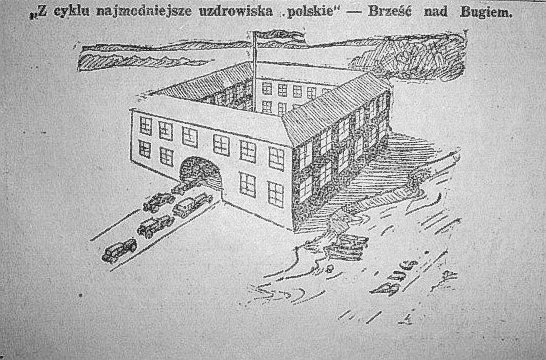
«Из цикла „Самый модный польский курорт“: Брест-над-Бугом». Карикатура на заключение в Брестской крепости оппозиционных политиков в ходе Брестского процесса, 5 октября 1930

Пересыльная тюрьма в крепости действовала до Первой мировой войны. В независимой Польше пересыльную тюрьму превратили в тюрьму строгого режима, где содержались только самые опасные государственные преступники. В ней содержались 21 депутат польского сейма из рядов оппозиции, арестованные летом 1930 года (см. Брестский процесс) 26 октября 1930 года в Бресте прошёл судебный процесс, на котором все они были приговорены к длительным срокам тюремного заключения. В 1938-39 годах в тюрьме содержался Степан Бандера.
После вхождения Бреста в состав СССР в 1939 году тюрьма использовалась советскими органами государственной безопасности для содержания политических заключённых. На 10 июня 1941 года в ней находились 680 заключённых. В основном это были бывшие польские офицеры и белорусские националисты.
22 июня 1941 года здание тюрьмы было захвачено разведывательным батальоном 45-й пехотной дивизии вермахта под командованием Гельмута фон Паннвица. Часть заключённых погибла во время боя, а остальные были освобождены.
В 1955 году развалины тюрьмы были взорваны.

## Брестская крепость в культуре
Обороне Брестской крепости посвящён целый ряд художественных фильмов: «Бессмертный гарнизон» (1956), «Битва за Москву» (фильм первый «Агрессия», одна из сюжетных линий, 1985); «Я — русский солдат» (по книге Бориса Васильева «В списках не значился», 1995), совместный российско-белорусский «Брестская крепость» (2010), а также документальный «Брестская крепость. Пересечение войск», снятый Михаилом Глушиным в 2009 г. В 2010 году каналом НТВ выпущен телефильм Алексея Пивоварова «Брест. Крепостные герои».
В 2015 г. выпущена песня «Брестские крепости» казахстанской рок-группы «Motor-Roller» в альбоме «По самый Рейхстаг».
Подвигу одного из последних защитников Брестской крепости посвящено стихотворение «20.07.41» поэта Павла Великжанина.

## Фотографии

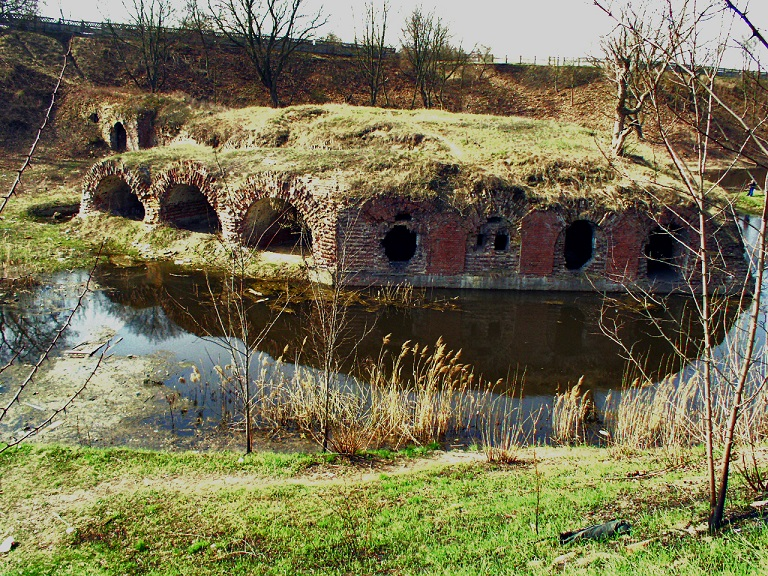
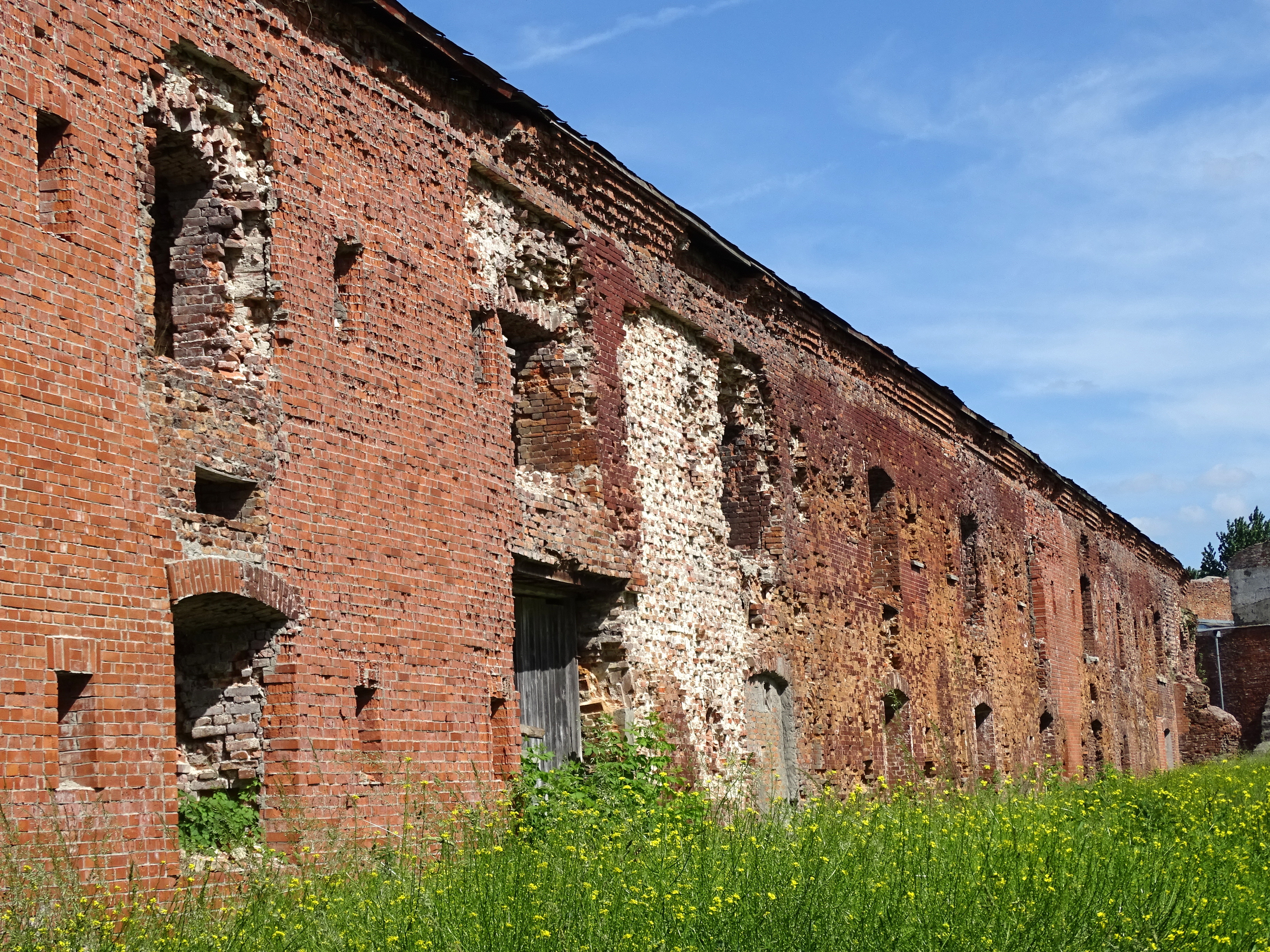
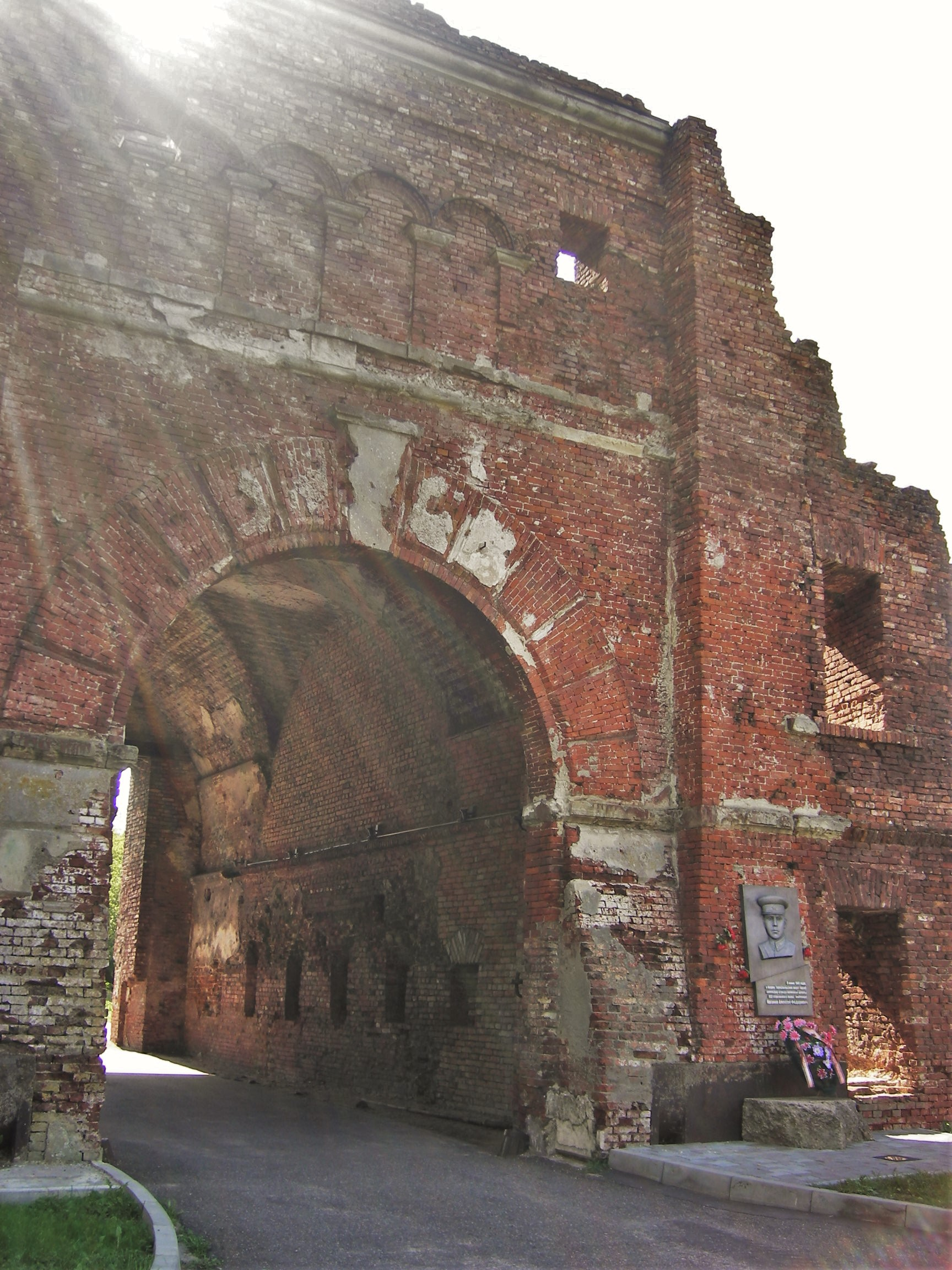
Тереспольские ворота
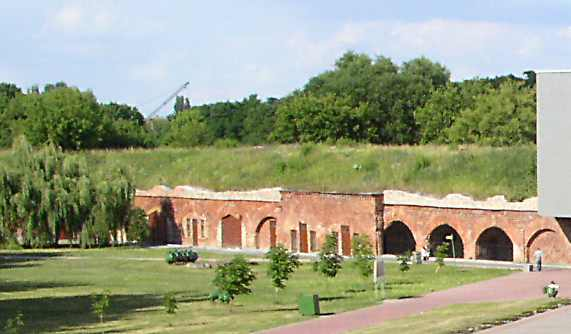
Вал Кобринского укрепления с современным главным входом в мемориал
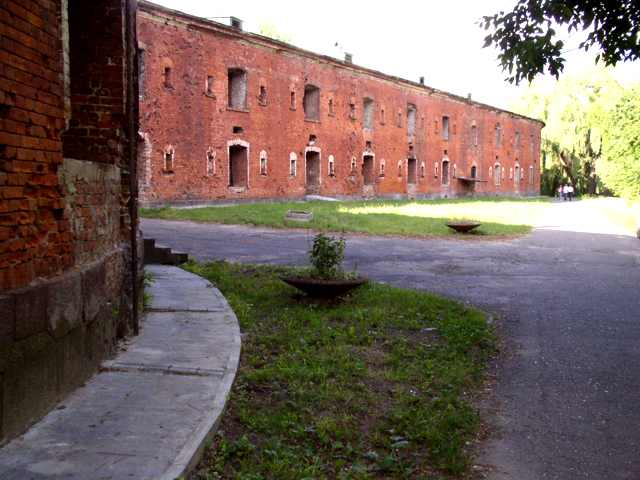
Цитадель
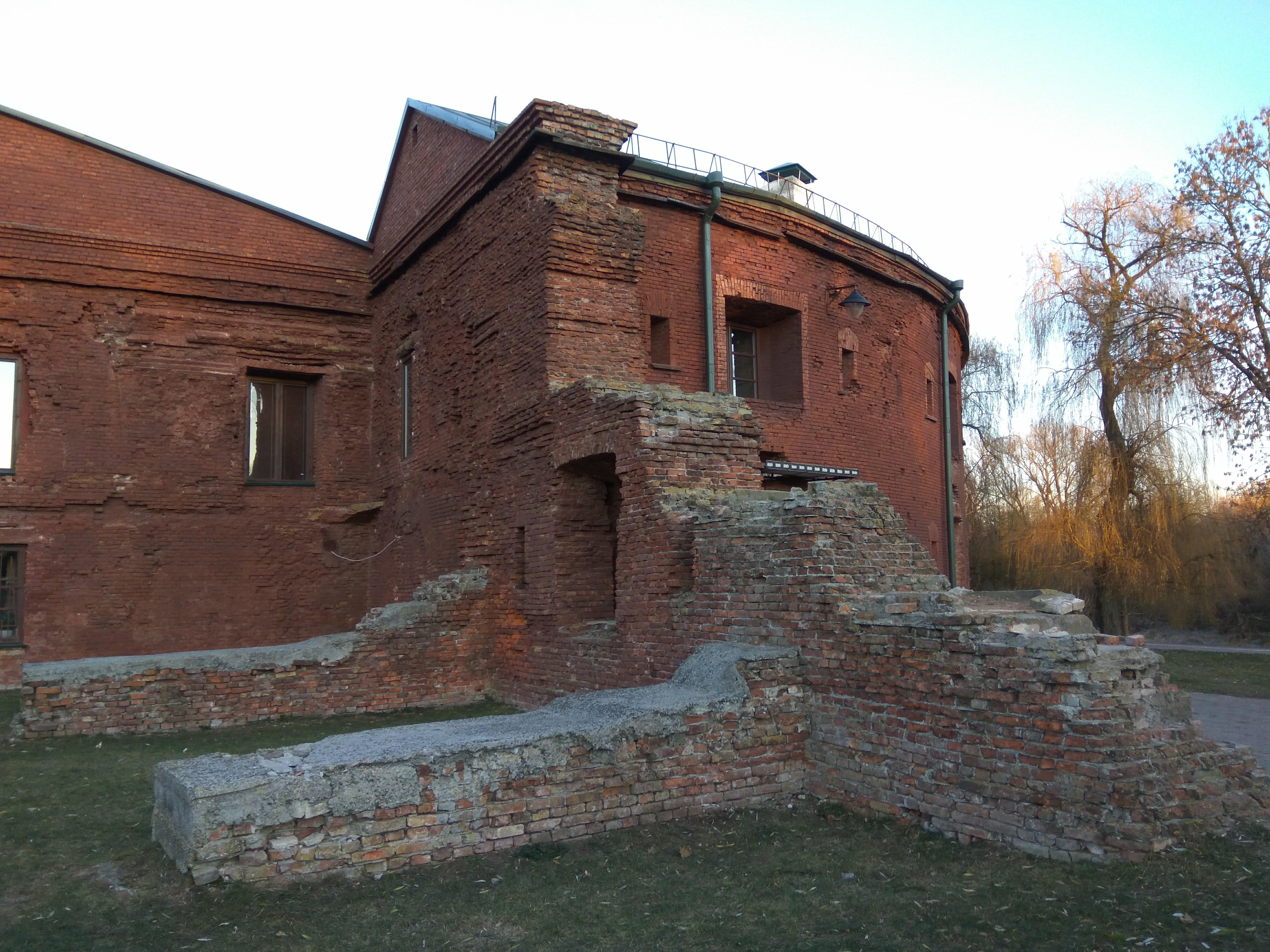
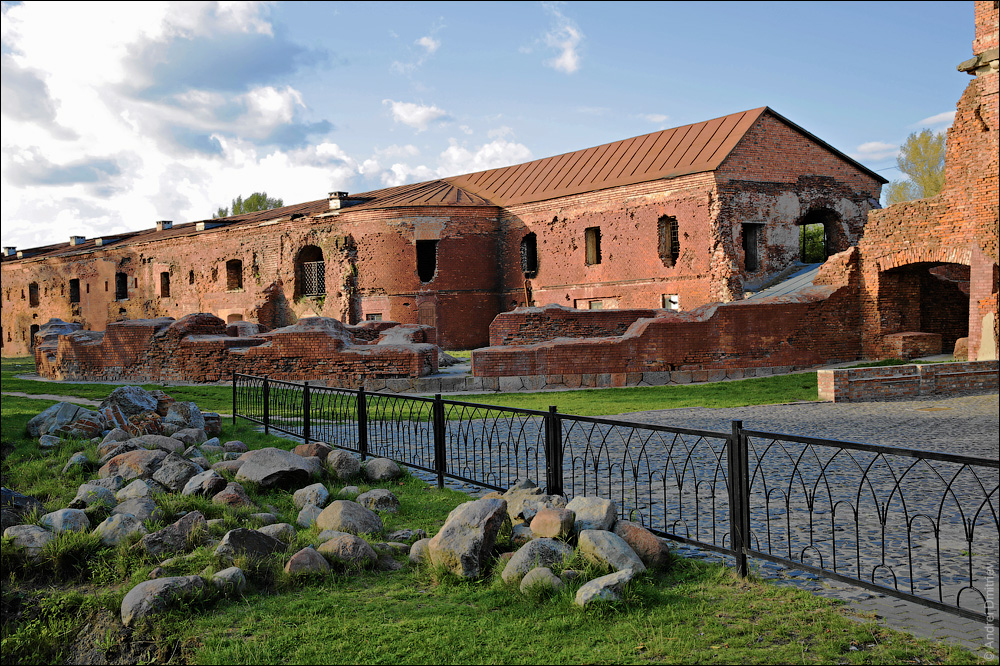
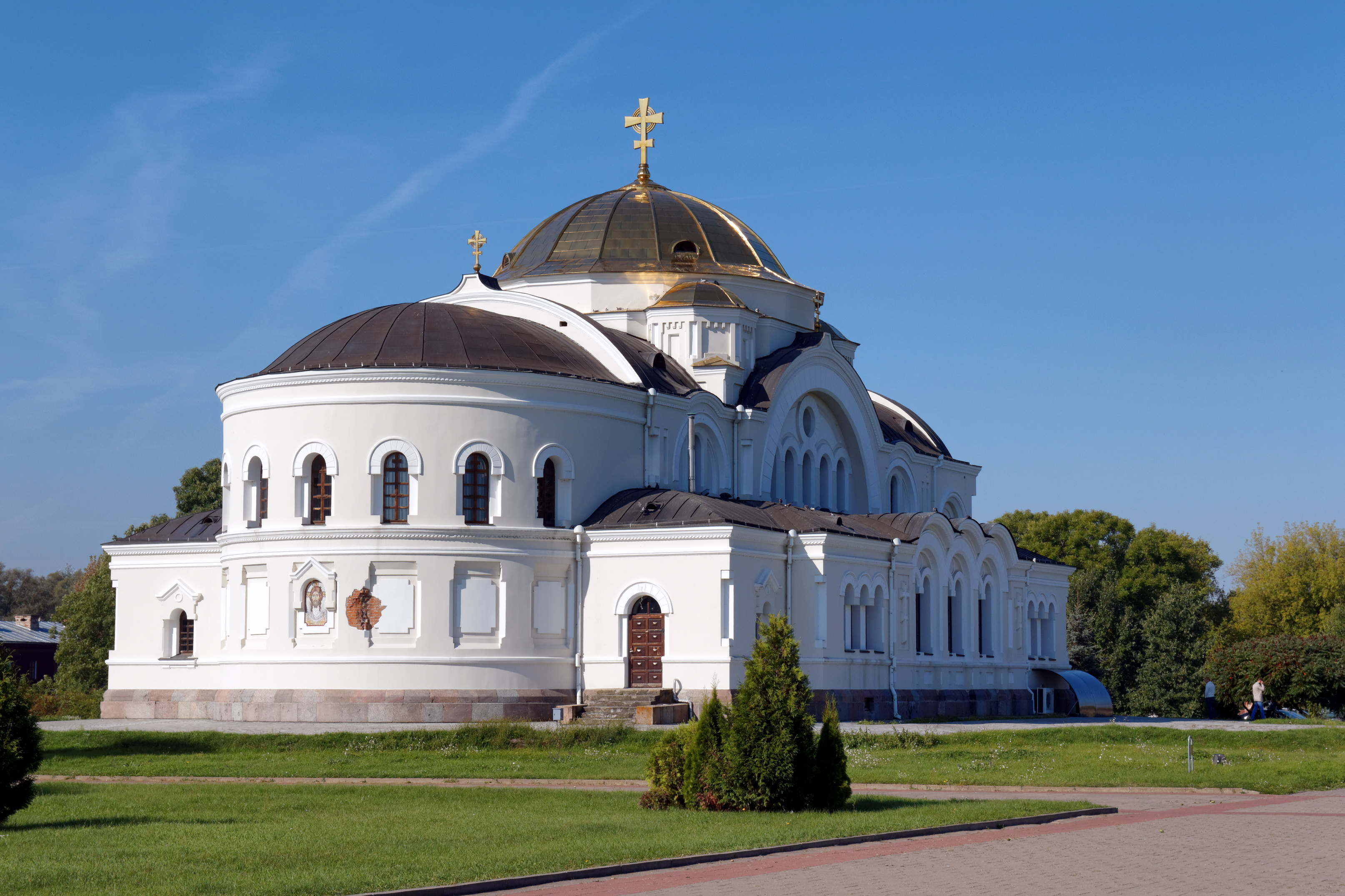
Свято-Николаевский Гарнизонный собор